# 安提瓜和巴布达共和主义
安提瓜和巴布达共和主义是一项旨在将安提瓜和巴布达现行的君主立宪制改为共和制的政治运动。

## 历史
1994年，安提瓜和巴布达总理莱斯特·伯德对古巴领导人菲德尔·卡斯特罗表示，他曾考虑将安提瓜和巴布达转变为共和国。在伯德解释说当时的女王并不干预该国政治之后，卡斯特罗建议安提瓜和巴布达维持现状，因为君主可能为宪政体制提供一种信心感。
2020年，信息部长梅尔福德·尼古拉斯表示，安提瓜和巴布达未来很可能会考虑成为共和国，但当时的重点是将经济恢复到新冠疫情前的状态。
2021年11月，巴巴多斯成为共和国后，旅游部长查尔斯·费尔南德斯呼吁安提瓜和巴布达政府也采取同样的做法。安提瓜和巴布达赔偿支持委员会主席多布伦·奥马德呼应了费尔南德斯的观点，但他指出这一举措可能面临挑战。奥马德建议可以参考多米尼加共和国的模式。政治和社会评论员卡尔隆·奈特则表示，在安提瓜和巴布达成为共和国之前，应先处理其他结构性问题。
2022年4月，威塞克斯伯爵夫妇访问该国期间，总理表示安提瓜和巴布达“有朝一日将成为共和国”，但当时“还没有这样的计划”。同月，历史学家艾弗·福特指出，大多数安提瓜和巴布达人民希望取消女王作为国家元首的地位。他补充说，年轻人对王室没有共鸣，新的国家元首应由民主选举产生。6月，政府澄清立场称，成为共和国不是当下的优先事项。
2022年9月，伊丽莎白二世女王去世后，安提瓜和巴布达总理加斯顿·布朗表示，他将在下一届政府任期内就成为共和国举行全民公投，预计在三年内进行。他补充道：“这并不是敌对行为，也不代表安提瓜和巴布达与君主制之间存在任何分歧，而是完成独立历程的最后一步，确保我们真正成为一个主权国家。”他表示这不会导致退出英联邦，并补充说：“我认为大多数人甚至从未真正考虑过这件事。”安提瓜和巴布达是伊丽莎白二世去世后第一个表示打算转为共和国的国家。同月，总理幕僚长莱昂内尔·赫斯特谈及该国是否会迈向共和国时表示：“我们尚未确定。”如果加斯顿·布朗赢得2023年安提瓜大选，未来几年将包括向民众“推销这一理念”。
2023年5月，在查尔斯三世加冕后，内阁发表声明称：“尽管参与了相关活动，政府首脑仍重申其政府将致力于实现共和制政府，而不是无限期延续当前的君主立宪制。”声明中未明确说明时间表。布朗还希望将最高上诉法院从枢密院司法委员会转移至加勒比法院。